# Evelyn Underhill
Evelyn Underhill (06 de dezembro de 1875 - 15 de Junho de 1941) foi uma escritora inglesa, conhecida por sua militância pacifista e por seus inúmeros trabalhos sobre prática religiosa e misticismo cristão. 

Sua obra mais famosa é "Mysticism: A Study in the Nature and Development of Spiritual Consciousness", publicada em 1911.
Desde 2000, a Igreja da Inglaterra comemora Underhill liturgicamente em 15 de junho, ela também é homenageada nesse dia no calendário litúrgico da Igreja Episcopal dos Estados Unidos.

## Lista de obras

### Poesia
- The Bar-Lamb's Ballad Book (1902).
- Immanence (1916).
- Theophanies (1916).

### Novelas
- The Grey World (1904).
- The Lost Word (1907).
- The Column of Dust (1909).

### Obras sobre Religião
- Mysticism: A Study of the Nature and Development of Man's Spiritual Consciousness (1911)
- The Path of Eternal Wisdom. A mystical commentary on the Way of the Cross (1912).
- The Spiral Way. Being a meditation on the fifteen mysteries of the soul's ascent (1912).
- The Mystic Way. A psychological study of Christian origins (1914).
- Practical Mysticism. A Little Book for Normal People (1914)
- The Essentials of Mysticism and other essays (1920)
- The Life of the Spirit and the Life of Today (1920).
- The Mystics of the Church (1925).
- Concerning the Inner Life (1927)
- Man and the Supernatural. A study in theism (1927).
- The House of the Soul (1929).
- The Light of Christ (1932).
- The Golden Sequence. A fourfold study of the spiritual life (1933).
- The School of Charity. Meditations on the Christian Creed (1934)
- The Spiritual Life (1936);
- The Mystery of Sacrifice. A study on the liturgy (1938).
- A meditation on the Lord's Prayer (1940).
- The Letters of Evelyn Underhill (1943)
- Shrines and Cities of France and Italy (1949)
- Fragments from an inner life. Notebooks of Evelyn Underhill (1993)